# BHS-PL Beton Bornholm
BHS-PL Beton Bornholm is een Deense wielerploeg die is opgericht in 2010 en sinds 2015 een UCI-licentie heeft om deel te nemen aan wedstrijden in de continentale circuits.

## Geschiedenis
Officieel werd in 2010 de amateurwielerclub Bornholm Pro Cycling opgericht op het Deense eiland Bornholm. De eerste vijf jaren reed de ploeg als amateurploeg. In 2015 verkreeg het een licentie van de UCI om deel te mogen nemen aan wedstrijden op continentaal niveau. De eerste profoverwinning werd één jaar later geboekt door Mathias Westergaard die de Profronde van Noord-Holland wist te winnen. De meeste zeges van de ploeg werden behaald door Martin Toft Madsen die al sinds 2012 onafgebroken bij de ploeg rijdt. Bij de ploeg hebben enkel Deense renners gereden.

## Bekende (ex-)renners[1]
- Martin Toft Madsen (2012-)
- Lars Carstensen (2014-2016)
- Mathias Westergaard (2015-2016)
- Emil Toudal (2015-2022)
- Alexander Salby (2017)
- Morten Hulgaard (2017-2018)
- Mathias Bregnhøj (2017-2021)
- Rasmus Quaade (2018)
- Magnus Bak Klaris (2018-2019)
- Nicklas Pedersen (2018-2019)
- Marcus Sander Hansen (2020-2021, 2025-)
- Rasmus Søjberg Pedersen (2022)
- Gustav Wang (2022)
- Tobias Aagaard Hansen (2024)
- Niklas Larsen (2025-)

## Renners 2025
| Naam                    | Geboortedatum    | Nationaliteit | Ploeg 2024           |
| ----------------------- | ---------------- | ------------- | -------------------- |
| Andreas Aidel Brixen    | 8 april 1996     | Denemarken    |                      |
| Victor Grue Enggaard    | 16 juni 2001     | Denemarken    |                      |
| Andreas Krogh Jensen    | 26 februari 2005 | Denemarken    |                      |
| Victor Johannsen        | 2 juli 2006      | Denemarken    | Team Mascot Workwear |
| Niklas Larsen           | 22 maart 1997    | Denemarken    | Uno-X Mobility       |
| Boas Lysgaard           | 22 november 2004 | Denemarken    |                      |
| Martin Toft Madsen      | 20 februari 1985 | Denemarken    |                      |
| Marcus Sander Hansen    | 25 augustus 2000 | Denemarken    | Uno-X Mobility       |
| Emil Schandorff Iwersen | 15 augustus 2002 | Denemarken    |                      |
| Jacob Maegaard Schebye  | 23 augustus 2000 | Denemarken    |                      |
| Daniel Stampe           | 27 juli 1996     | Denemarken    | Airtox-Carl Ras      |
| Martin Szokody          | 4 april 1999     | Denemarken    |                      |
| Asger Røjbek Sørensen   | 14 april 2003    | Denemarken    |                      |
| Mikkel Øritsland        | 25 juli 1995     | Denemarken    |                      |

## Overwinningen
2016
Profronde van Noord-Holland: Mathias Westergaard
2017
Skive-Løbet: Martin Toft Madsen
Chrono des Nations: Martin Toft Madsen
2018
Classic Loire Atlantique: Rasmus Quaade
Hafjell GP: Martin Toft Madsen
Chrono Champenois: Martin Toft Madsen
Duo Normand: koppeltijdrit (met Martin Toft Madsen en Rasmus Quaade)
Chrono des Nations: Martin Toft Madsen
2019
2e etappe (ITT) Ronde van Denemarken: Martin Toft Madsen
2021
4e etappe Alpes Isère Tour: Emil Toudal
2022
4e etappe Ronde van Griekenland: Emil Toudal
5e etappe Ronde van Griekenland: Emil Toudal
2025
1e etappe Ronde van Loir-et-Cher: Niklas Larsen
Eindklassement Ronde van Loir-et-Cher: Niklas Larsen
Fyen Rundt: Daniel Stampe
2e etappe Ronde van Estland: Marcus Sander Hansen
Eindklassement Ronde van Estland: Marcus Sander Hansen
Ploegenklassement Ronde van Estland: (Brixen, Enggaard, Larsen, Lysgaard, Sander Hansen, Schandorff Iwersen, Schebye)
2e etappe Kreiz Breizh Elites: Niklas Larsen

### Nationale kampioenschappen
2016
 Deens kampioen tijdrijden: Martin Toft Madsen
2017
 Deens kampioen tijdrijden: Martin Toft Madsen
2018
 Deens kampioen tijdrijden: Martin Toft Madsen
2021
 Deens kampioen op de weg, beloften: Frederik Irgens Jensen
2022
 Deens kampioen op de weg, beloften: Rasmus Søjberg Pedersen